# Příkazy (Osíčko)
Příkazy (německy Przikas) jsou vesnice, součást obce Osíčko v okrese Kroměříž. Nachází se v katastrálním území Příkazy u Osíčka.

## Název
Jméno vesnice je zřejmě totožné se starým obecným překazy - "překážky". Méně pravděpodobně jde o původní označení jejích obyvatel Příkazi ("Příkazové", tedy rodina člověka jménem Příkaz).

## Historie
První písemná zmínka o Příkazech pochází z roku 1360. V roce 1848 byla vesnice součástí panství Lipník nad Bečvou. Po zrušení patrimoniální správy v polovině 19. století byly Příkazy samostatnou obcí. V roce 1888 byla zprovozněna železniční trať Bystřice pod Hostýnem – Valašské Meziříčí, na které byla v katastru Příkaz postavena železniční stanice Příkazy-Osíčko (od roku 1937 Osíčko). V roce 1951 se Příkazy staly místní částí sousedního Osíčka. Status místní části ztratily na konci roku 1982. Od té doby jsou Příkazy formálně jen základní sídelní jednotkou a katastrálním územím.

## Obyvatelstvo
| 1869 | 1880 | 1890 | 1900 | 1910 | 1921 | 1930 | 1950 | 1961 | 1970 | 1980 | 1991 | 2001 | 2011 |
| ---- | ---- | ---- | ---- | ---- | ---- | ---- | ---- | ---- | ---- | ---- | ---- | ---- | ---- |
| 271  | 310  | 291  | 299  | 286  | 258  | 290  | 236  | 301  | 318  | 296  | 275  | 278  | 265  |

## Pamětihodnosti
- kaple Navštívení Panny Marie

## Galerie

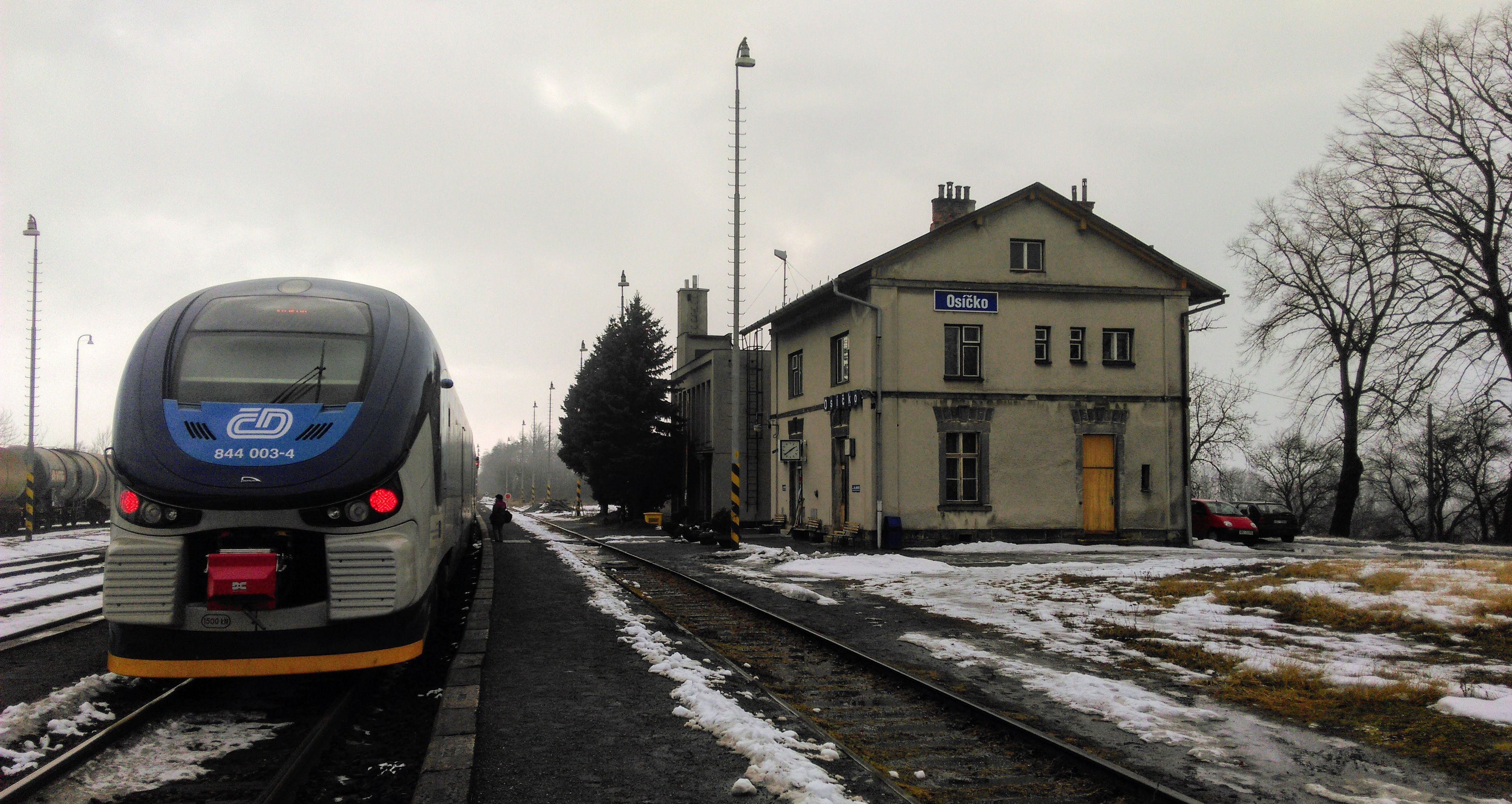
Železniční stanice Osíčko
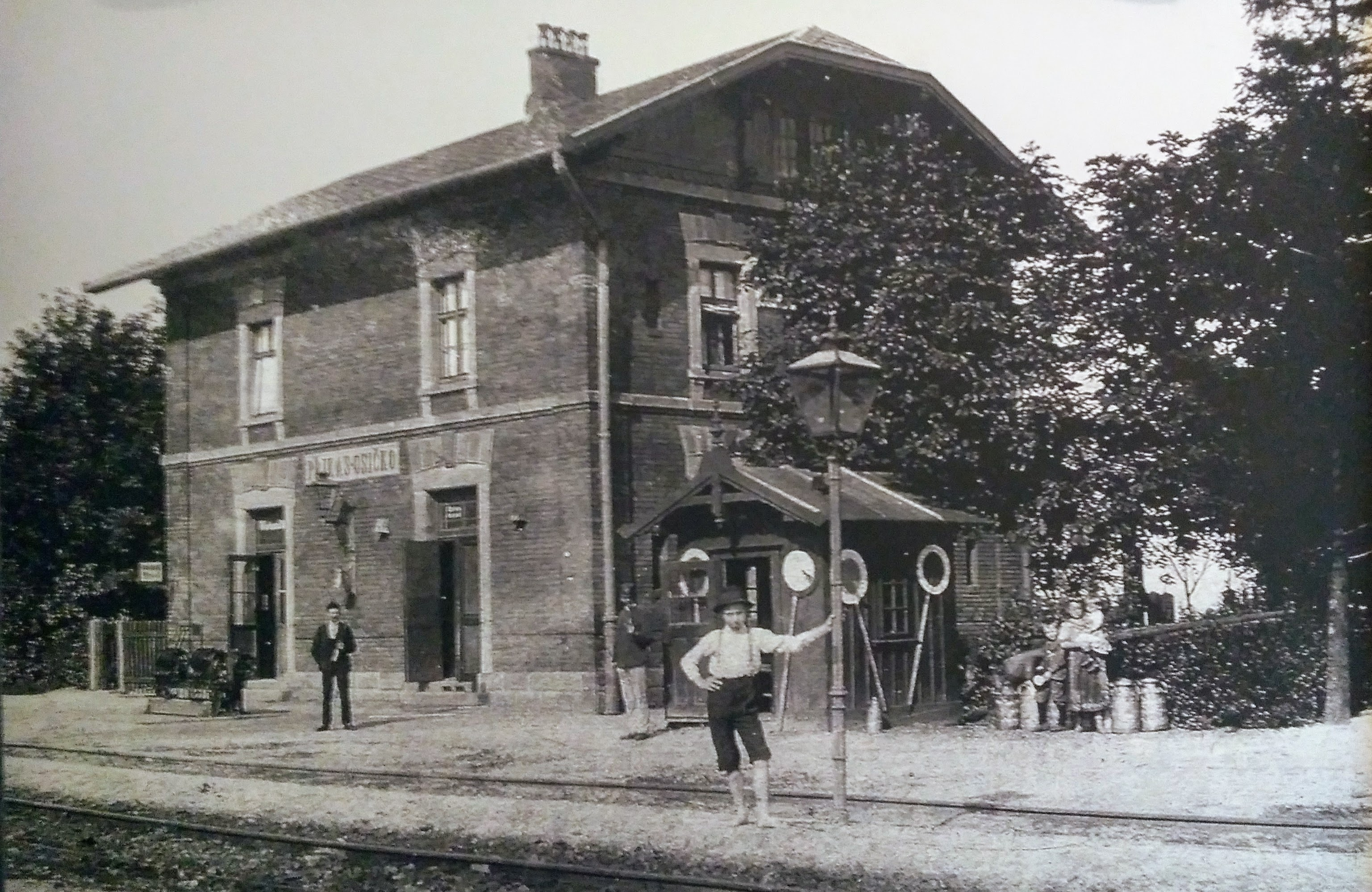
Stanice Příkazy-Osíčko na přelomu 19. a 20. století